# Канджи
Канджи (на японски език: 漢字 kanji) представляват китайски йероглифи, които се използват в модерната японска писмена система, заедно с хирагана (ひらがな, 平仮名), катакана (カタカナ, 片仮名), арабските цифри и латинската азбука (позната като романизация на японския или ромаджи). Японският термин канджи буквално означава „букви на династията Хан“, по чието време на царуване китайските знаци са стандартизирани за първи път.

## История
Неизвестно е по какъв начин китайските йероглифи попадат в Япония, макар че в днешни дни за общоприета се счита версията за това, че първите китайски текстове са внесени в страната от будистки монаси от корейското царство Пекче през V век. Особено разпространение на канджи датира от времето, в което царува императрица Суико (593-628 г.), когато дипломатическите връзки между Китай и Япония започват да се затвърждават, а с това и необходимостта от владеенето на класически китайски език – все-по осезаема.
По времето на създаването на китайските знаци, японският език не разполага със собствена писменост. Това е и причината първоначалната употреба на канджи да се ограничава само до изписването на текстове на китайски език. По-късно е създадена и системата „канбун“ (漢文 kanbun), която представлява съвкупност от диакритични знаци, с помощта на които японците успяват да преструктурират китайските изречения и чрез добавянето на множество модификатори, в т.ч. глаголни окончания, да ги приведат в съответствие с правилата на японската граматика. По-късно са създадени и сричковите системи хирагана и катакана, които са ключови елементи в писмеността на съвременния японски език.
Макар и по начало канджи да са същите знаци, които са използвани за изписване и на китайския език, между съвременният облик на системата канджи и този на хандзи (знаците, използвани в Китай) се наблюдават и някои съществени различия. Това се дължи отчасти на наличието на канджи, създадени в Япония (вместо заимствани директно от китайския език), както и на факта, че някои китайски знаци са получили малко или много по-различно значение от това, с което са използвани в Китай.
От друга страна, причина за несъответствието между знаците, използвани в съвременен Китай и Япония, е и опростяването на някои знаци в Япония (наречени по-късно „шинджитай“), както и опростяването на голям брой от традиционните йероглифи в КНР през средата на XX век (или т.нар. опростен китайски), които играят ролята на стандартна писменост в Китай. Основна разлика помежду опростяванията в Китай и Япония е, че последното се отнася за значително по-малък кръг от йероглифи и само по себе си е по-консервативно по отношение на използваните техники за опростяване. В резултат от това, много японци срещат трудности при разпознаването на йероглифи, написани на опростен китайски език.

## Произношение
Поради начина, по който са навлезли в употреба, канджи се използват за изписването на една или повече думи, а понякога служат като словообразувателни морфеми. В тази връзка, съвременните японски йероглифи могат да се произнасят по няколко различни начина. Как се произнася конкретния йероглиф зависи от това (част от) коя дума представлява, като това обикновено се подразбира от контекста. В случаите, в които произношението на даден знак или група от знаци е объркващо, над него се добавя хирагана, която обозначава предвиденото произношение на знаците (наричана при употребата си в такива случаи „фуригана“).
В най-общ план, произношенията на всеки един знак канджи се обособяват в две групи: он-йоми (т.нар. псевдокитайско произношение, което е близко до произношението, което йероглифът е имал първоначално в китайския език) и кун-йоми (т.нар. японско произношение). Въпреки че повечето канджи разполагат поне с две произношения (едно „он“ и едно „кун“), някои от тях имат само едно (най-често „кун“) произношение. Обикновено това са знаци, които са създадени в Япония (т.нар. „родни знаци“, 国字 kokuji), като например 菊 (kiku, хризантема) и 鰯 (iwashi, сардина).
Един от най-трудните за произношение символи е 生, чието първоначално значение е „да бъдеш роден“, който в съвременния японски има следните произношения: sei, shō, nama, ki, o-u, i-kiru, i-kasu, i-keru, u-mu, u-mareru, ha-eru и ha-yasu. Съществува и негласно правило, че когато даден канджи символ е последван от хирагана, която е част от същата дума (в тези случаи хирагана се нарича „окуригана“), канджи символът приема японското, или „кун“ произношението. Когато дума е съставена от два канджи символа, те обикновено приемат псевдокитайското, или „он“ произношението (например думата 時間 jikan, „време“; същите знаци се използват и в китайския език за означаване на същата дума 時間 shíjiān).
Поради трудностите, свързани с изписването и произношението на по-сложните знаци и комбинации от знаци, изписването на много канджи символи днес бива заменено от изписването на думите с фонетичните системи хирагана и катакана.

## Общ брой на знаците
Общият брой на канджи символите не може да бъде точно определен, тъй като на практика всеки един китайски йероглиф автоматично е част от писмената система и на японския език (с изключение на опростените йероглифи, въведени в КНР през миналия век). По-известните речници на японския език съдържат около 50 000 знака, но в същото време, най-новите речници, издадени в Китай след 2000 г. съдържат над 100 000 знака, много от които с дублиращо значение и/или представляват различни форми на един и същи знак.
Голяма част от тези знаци обаче не се използват често нито в Китай, нито в Япония. В съвременния японски език честа употреба намират едва две-три хиляди символа, които, заедно с тези, които също се употребяват, макар и значително по-рядко, наброяват не повече от 13 000 знака.

## Ортографически реформи и списъци с канджи
След края на Втората световна война, японското правителство инициира провеждането на ортографическа реформа, която цели да улесни обучението в училищата и да направи литературата и периодичните издания по-достъпни за населението. При тази реформа изписването на канджи символите се стандартизира, а употребата на техните неофициални вариации получава официалното неодобрение от страна на властите. За първи път се създават и списъци с канджи символите, които следва да бъдат изучени в отделните класове в училище. Някои от по-сложните за изписване канджи са опростени, но реформата не променя оригиналните йероглифи до такава степен като създаването на опростената китайска писмена система. Новите форми на канджи са наречени шинджитай (新字体 shinjitai).
| традиционен китайски | японски (шинджитай) | опростен китайски | значение                 |
| -------------------- | ------------------- | ----------------- | ------------------------ |
| 漢 hàn               | 漢 kan              | 汉 hàn            | китайски, Хан (династия) |
| 氣 qì                | 気 ki               | 气 qì             | газ, въздух; дух, душа   |
| 學 xué               | 学 gaku             | 学 xué            | учене, училище; наука    |
| 門 mén               | 門 mon              | 门 mén            | порта; врата             |
| 見 jiàn              | 見 gen              | 见 jiàn           | виждам, гледам           |

### Кьоику канджи
Кьоику канджи (на японски: 教育漢字 kyouiku kanji), в буквален превод „учебни канджи“, е списък от 1006 канджи символа, които учениците в японските начални училища следва да овладеят по времето на тяхното обучение. Броят и произношенията на символите, както и редът, по който следва да бъдат изучени, се утвърждават от японското министерство на образованието. Въпреки че е предназначен за изучаване в началния етап от образованието, този списък намира приложение и при изучаването на японския език от чужденци.

### Джойо канджи
Джойо канджи (常用漢字 jouyou kanji), в буквален превод „често използвани китайски знаци“, е списък от 2136 китайски знака, които се изучават от японските ученици в гимназията. Смята се, че всеки човек, който познава знаците от този списък, е напълно грамотен и може да чете вестници и книги, написани на японски, без да изпитва затруднения. В тази връзка повечето канджи символи, които не попадат в този списък, се изписват с помощта на фонетичната писменост хирагана (която в тези случаи се нарича „фуригана“). Освен посочените в този списък близо две хиляди знака, японците използват често още близо хиляда, най-вече при изписването на собствени имена, както и имена на населени места, природни обекти и т.н.